# 默夫里斯伯勒 (密西西比州)
默夫里斯伯勒（英語：Murphreesboro）是位於美國密西西比州塔拉哈奇縣的鬼鎮。

## 歷史
默夫里斯伯勒的郵局於1890年設立，其後於1906年停運。

## 地理
默夫里斯伯勒所處的海拔為高於海平面77米（即253英呎），而該地所採用的時區為UTC-6，即北美中部時區（CST）。同時該地設有夏令時間，為UTC-6調快一小時，即UTC-5（CDT）。